# Halopyrum
Halopyrum là một chi thực vật có hoa trong họ Hòa thảo (Poaceae).

## Loài
Chi Halopyrum gồm các loài: